# Acylomus darwinii
Acylomus darwinii là một loài bọ cánh cứng trong họ Phalacridae. Loài này được Waterhouse miêu tả khoa học năm 1877.